# تپه چیا زینل ۱ و ۲
تپه چیا زینل ۱ و ۲ مربوط به دوران‌های تاریخی پس از اسلام است و در شهرستان رومشکان، عالی آباد نظر علیوند واقع شده و این اثر در تاریخ ۷ آذر ۱۳۸۳ با شمارهٔ ثبت ۱۱۲۳۱ به‌عنوان یکی از آثار ملی ایران به ثبت رسیده است.